# Johan Odulfsson
Johan Odulfsson, död 21 maj 1290 var en svensk präst och ärkebiskop av Uppsala stift 1281–1284. Han blev formellt aldrig invigd i ämbetet.

## Biografi
Johan Odulfsson valdes av domkapitlet i Uppsala till svensk ärkebiskop i slutet av december 1281 eller i januari 1282. Då påven Martin IV inte skickade någon bekräftelse på hans ärkebiskopsval begav han sig själv till påven, för att få bekräftelse. Resan ledde dock till att han avsade sig ämbetet 1284 och åter blev ärkedjäkne i Uppsala stift.